# Urospora hardyi
Urospora hardyi is een soort in de taxonomische indeling van de Myzozoa, een stam van microscopische parasitaire dieren. Het organisme komt uit het geslacht Urospora en behoort tot de familie Urosporidae. Urospora hardyi werd in 1950 ontdekt door Pixell-Goodrich.